# Viola da spalla
A viola da spalla (vállviola) egy nagyméretű brácsafajta a 18. századból. A tenorbrácsától abban különbözik, hogy vagy brácsahangolású, vagy csellóhangolású. Az utóbbi típusra Leopold Mozart Versuh einer gründliches Violinschule című alkotásában a megkülönböztethetőség kedvéért bevezette a fagotthegedű elnevezést.
A viola da spallát Johann Mattheson említi Das neu eröffnete Orchestra (1713) című írásában. A hangszert a 17. század folyamán vándormuzsikusok használták, és Mattheson a következőket írja: „A tiszta és élesebb  hangminősége miatt kíséretre kiválóan alkalmas. Ez az, ami más hangszerekből hiányzik.”
A hangszer Johann Gottfried Wagner orgonista Musikalisches Lexicon munkájában is felbukkan. Hangolásnak a brácsahangolást adja meg.
Caspar Maier, a Museum musicum theoreticopracticum, azaz „útmutató füzetecske” megalkotója, amely régi és elfeledett hangszerek használatát taglalja, viola di fagottóról, azaz fagotthegedűről ír, amely cselló hangolású, és illusztrációnak Antoine Vidal Les Instruments à archet című könyvéből veszi a képet, ahol szintén szerepel ilyen néven hangszer mindenféle kommentár nélkül.
A Grove's Dictionary szerint a fagotthegedű nevet a viola bastardára is használták.